# Chiesa di Sant'Andrea a Tontoli
La chiesa di Sant'Andrea a Tontoli si trova nel comune di Prato, nella frazione di Mezzana

## Storia e descrizione
La piccola chiesa romanica (XII secolo) conserva la struttura in alberese, con abside a ferro di cavallo e campanile a vela, a filo di facciata. L'interno è coperto a capriate e conserva mediocri decorazioni sei-settecentesche. L'abside è arricchita da un recente intervento con la luce di Fabrizio Corneli.